# Zoja Mihelac
Zoja Mihelac (Split, 15. lipnja 1947. – Split, 10. lipnja 2002.) je bila hrvatska kazališna i filmska glumica.

## Filmografija

### Filmske uloge
- "Buža" (1988.)
- "Marjuča ili smrt" (1987.)
- "Da capo al fine" (1986.)

## Vanjske poveznice
- Zoja Mihelac u internetskoj bazi filmova IMDb-u (engl.)
- Vijest o smrti glumice